# Abderrazak Ben Hassine
Abderrazak Ben Hassine (* 13. Mai 1957) ist ein tunesischer Leichtathlet, der sich auf Diskuswurf und Kugelstoßen spezialisiert hat.

## Leben
Er begann seine Karriere im Olympischen Club von Kélibia und gewann 1971 seinen ersten nationalen Titel im Kugelstoßen bei den Jugendlichen. In der Folgezeit wurde er in beiden Disziplinen zum unbestrittenen Champion und holte sich mit 17 Jahren beide Landesrekorde. Am 30. November 1974 brach er mit 50,72 m den tunesischen Rekord im Diskuswurf und stellte am 7. Dezember 1974 mit 14,98 m den tunesischen Rekord im Kugelstoßen auf. Er verbesserte seine Rekorde mehrmals.
1975 gewann er bei den maghrebinischen Leichtathletikmeisterschaften die Silbermedaille im Diskuswurf und wurde im Juni 1976 Schulweltmeister in der gleichen Disziplin. 1978 wechselte er den Verein und schloss sich der Association sportive militaire de Tunis an, einem Verein mit besseren Trainings- und Fortschrittsbedingungen. In diesem Jahr gewann er eine Silbermedaille bei den Afrikaspielen. Bei den ersten Afrikameisterschaften 1979 in Dakar (Senegal) gewann er die Goldmedaille im Diskuswurf mit einer Weite von 54,60 Metern. Bei der Veranstaltung 1984 gewann er die Silbermedaille.
Auf nationaler Ebene gewann er zehnmal die tunesische Meisterschaft im Diskuswurf und viermal die im Kugelstoßen.